# Hoplocampa brevis
Hoplocampa brevis é uma espécie de insetos himenópteros, mais especificamente de moscas-serra pertencente à família Tenthredinidae.
A autoridade científica da espécie é Klug, tendo sido descrita no ano de 1816.
Trata-se de uma espécie presente no território português.